# Mòng biển mỏ đỏ
Mòng biển mỏ đỏ (danh pháp hai phần: Chroicocephalus scopulinus) là một loài chim trong họ Laridae.
Đây là loài bản địa của New Zealand, được tìm thấy trên khắp đất nước và trên các đảo ngoại biên bao gồm cả quần đảo Chatham, hải đảo cận Nam Cực. Tên gọi trong tiếng Maori của loài này là tarapunga hoặc akiaki. Tên gọi thông thường của loài này đôi khi cũng được sử dụng cho mòng biển cá heo, một loài tương tự như nhìn nhưng không liên quan.

## Tập quán sinh sống
Chúng làm tổ từ tháng 10 đến tháng 12 thành từng đàn trên bờ biển, trên các đảo hoặc mũi đất đá, vách đá và bãi biển. Mòng biển mỏ đỏ hình thành liên kết cặp bền vững qua các mùa, nhưng có một số lượng giao phối ngoài cặp nhất định. Cho ăn tán tỉnh là một phần quan trọng của quá trình chuẩn bị cho giao phối. Tổ được hình thành tốt và có thể được cấu tạo từ rong biển, cỏ, lá và cây băng. Nói chung mỗi tổ có hai đến ba quả trứng, màu sắc trứng từ nâu đến xám với những đốm nâu nhạt và đậm trên toàn bộ. Loài chim này thường sống đến 12 năm, mặc dù các cá thể cũng được tìm thấy sống tới 30 năm. 

## Hình ảnh

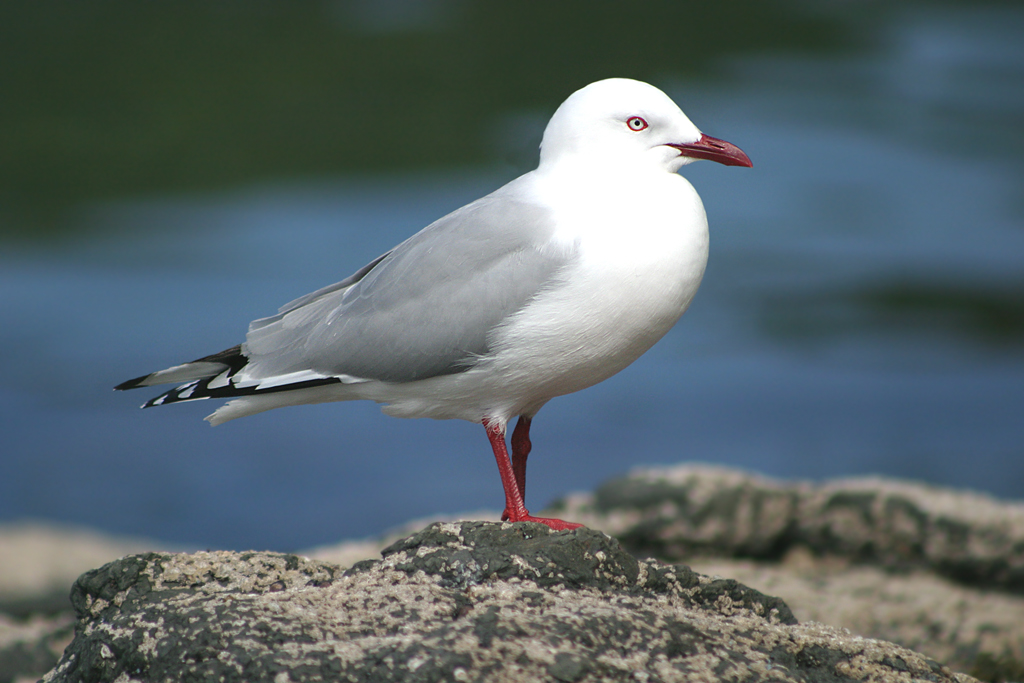
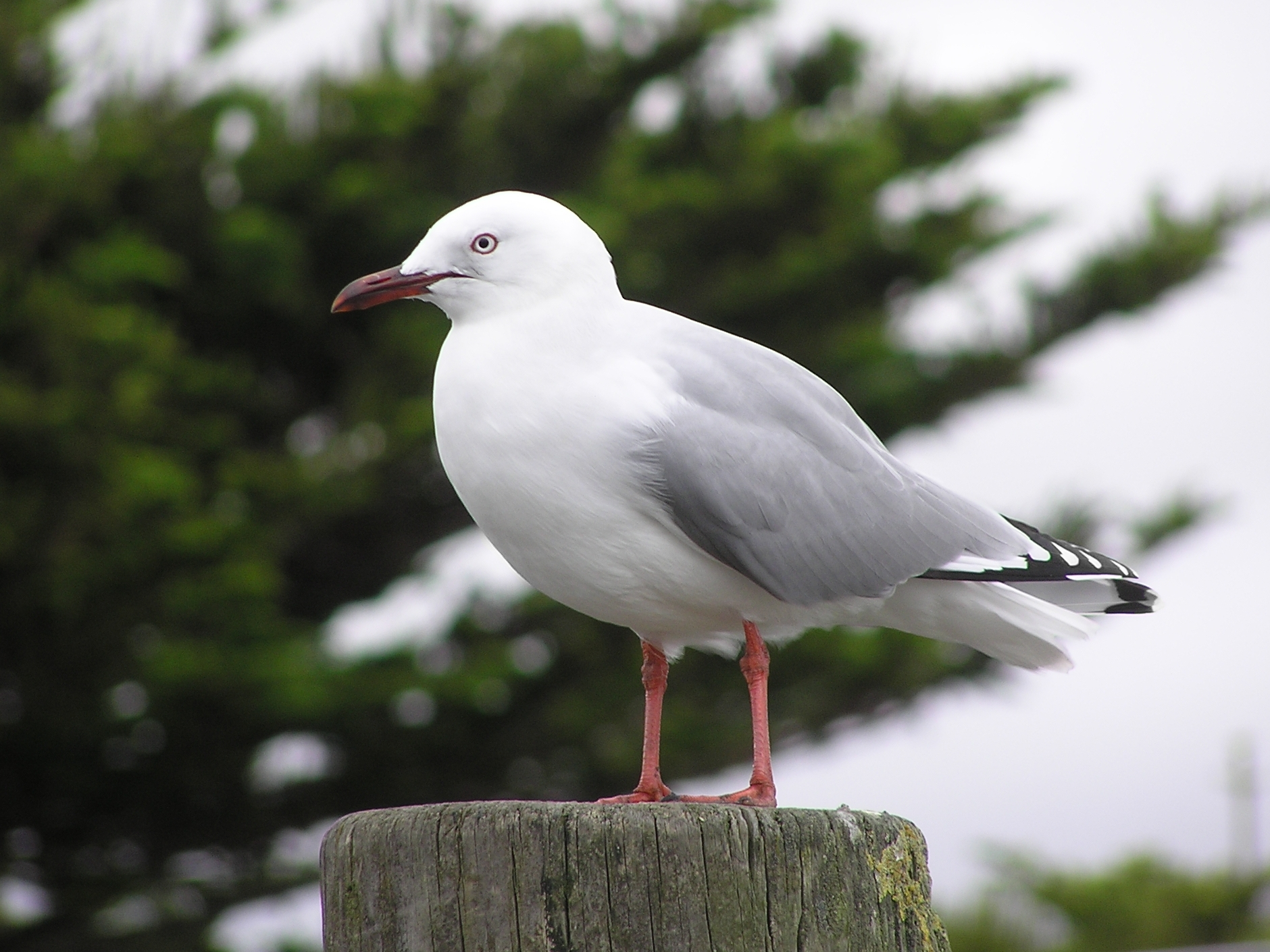
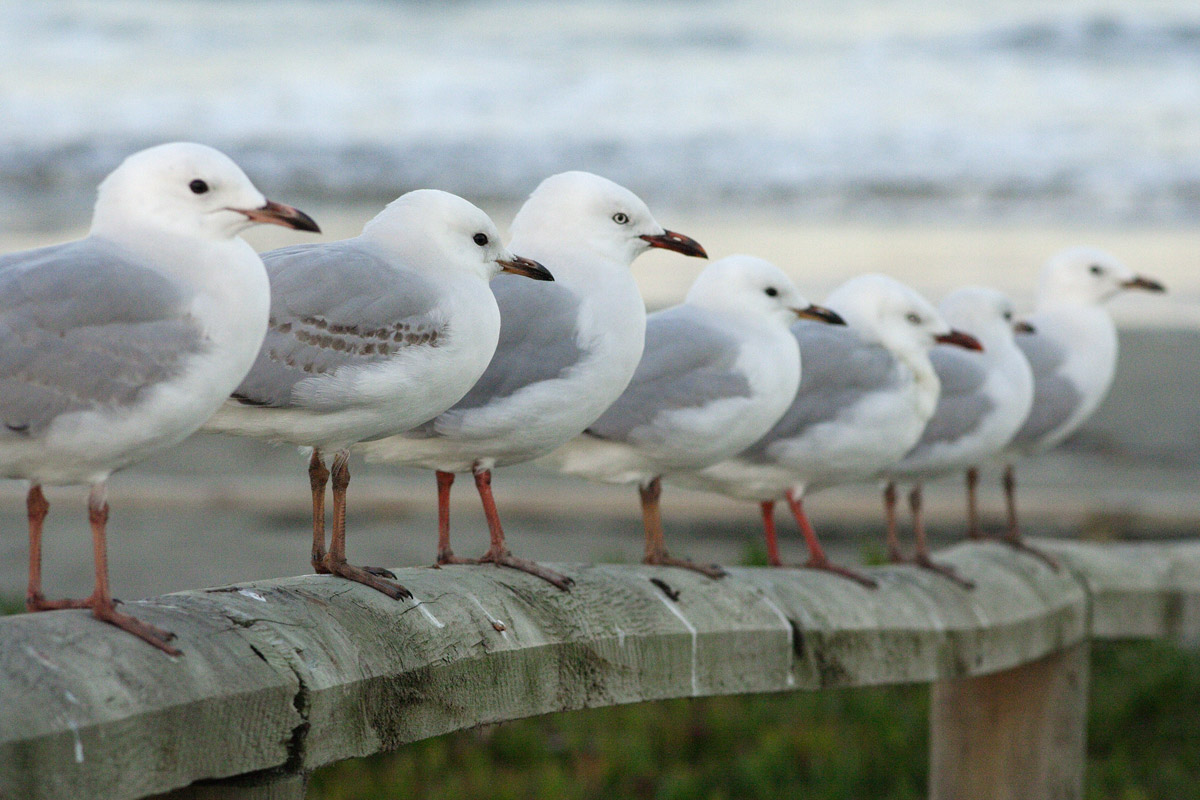
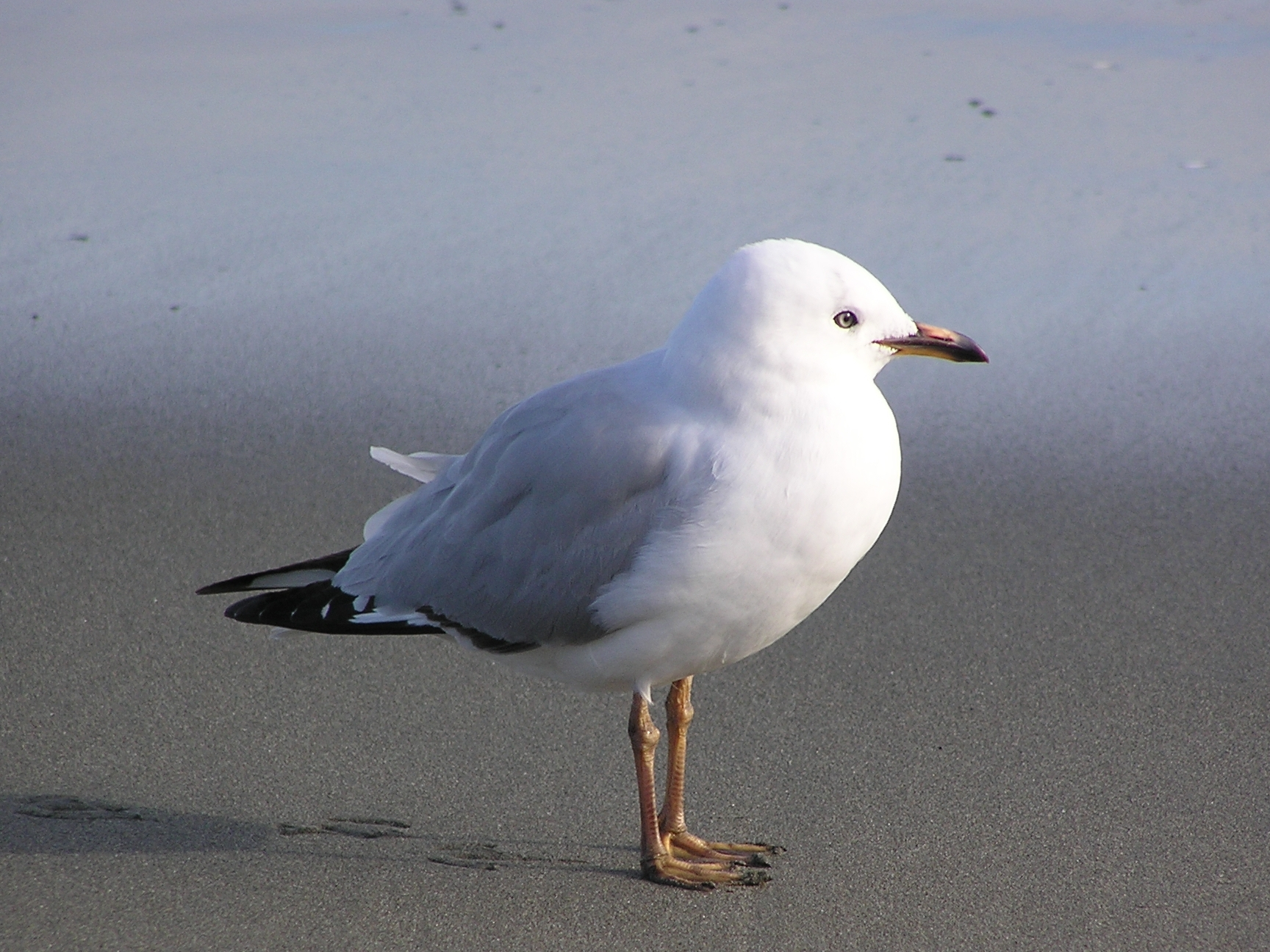
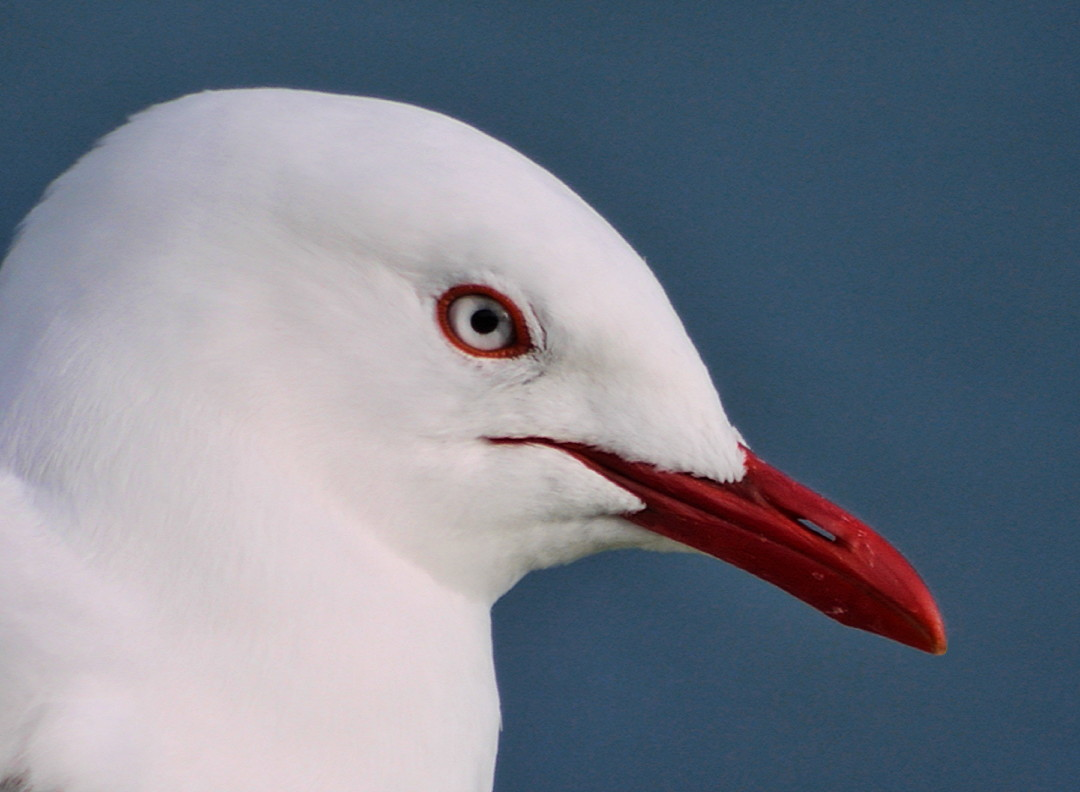